# Tour des Apennins 2019
La 80e édition du Tour des Apennins a lieu le 28 avril 2019. Elle fait partie du calendrier UCI Europe Tour 2019 en catégorie 1.1. C'est également la sixième épreuve de la Coupe d'Italie de cyclisme sur route 2019. 

## Présentation

### Équipes
| Équipes continentales professionnelles (7)- Bardiani CSF - Neri Sottoli-Selle Italia-KTM - Androni Giocattoli-Sidermec - Caja Rural-Seguros RGA - Euskadi Basque Country-Murias - Gazprom-RusVelo - Nippo Vini Fantini Faizanè Équipes continentales (13)- Biesse Carrera Gavardo - Giotti Victoria-Palomar - Sangemini-Trevigiani-MG.Kvis - Team Colpack - Petroli Firenze-Maserati-Hopplà - Felbermayr Simplon Wels - Coldeportes Bicicletas Strongman - Cycling Team Friuli - D'Amico-UM Tools - Iseo Serrature-Rime-Carnovali - Maloja Pushbikers - Swiss Racing Academy - Amore & Vita-Prodir Équipe nationale- Italie |
| |

## Classements

### Classement final
| \| Classement général \| Classement général \| Classement général \| Classement général \| Classement général \| \| Coureur \| Coureur \| Pays \| Équipe \| Temps \| \| ------------------ \| ------------------ \| ------------------ \| ----------------------------- \| ------------------ \| \| 1er \| Mattia Cattaneo \| Italie \| Androni Giocattoli-Sidermec \| 4 h 40 min 51 s \| \| 2e \| Fausto Masnada \| Italie \| Androni Giocattoli-Sidermec \| + 25 s \| \| 3e \| Simone Ravanelli \| Italie \| Biesse Carrera \| + 25 s \| \| 4e \| Mikel Bizkarra \| Espagne \| Euskadi Basque Country-Murias \| + 25 s \| \| 5e \| Federico Zurlo \| Italie \| Giotti Victoria-Palomar \| + 49 s \| \| 6e \| Marco Canola \| Italie \| Nippo-Vini Fantini-Faizanè \| + 49 s \| \| 7e \| Sergey Shilov \| Russie \| Gazprom-RusVelo \| + 49 s \| \| 8e \| Andrea Vendrame \| Italie \| Androni Giocattoli-Sidermec \| + 49 s \| \| 9e \| Francesco Gavazzi \| Italie \| Androni Giocattoli-Sidermec \| + 49 s \| \| 10e \| Simone Velasco \| Italie \| Neri Sottoli-Selle Italia-KTM \| + 49 s \| |                   |         |                               |                 |
| |                   |         |                               |                 |
| Source : ProCyclingStats |                   |         |                               |                 |
| Classement général |                   |         |                               |                 |
| Coureur | Coureur           | Pays    | Équipe                        | Temps           |
| 1er | Mattia Cattaneo   | Italie  | Androni Giocattoli-Sidermec   | 4 h 40 min 51 s |
| 2e | Fausto Masnada    | Italie  | Androni Giocattoli-Sidermec   | + 25 s          |
| 3e | Simone Ravanelli  | Italie  | Biesse Carrera                | + 25 s          |
| 4e | Mikel Bizkarra    | Espagne | Euskadi Basque Country-Murias | + 25 s          |
| 5e | Federico Zurlo    | Italie  | Giotti Victoria-Palomar       | + 49 s          |
| 6e | Marco Canola      | Italie  | Nippo-Vini Fantini-Faizanè    | + 49 s          |
| 7e | Sergey Shilov     | Russie  | Gazprom-RusVelo               | + 49 s          |
| 8e | Andrea Vendrame   | Italie  | Androni Giocattoli-Sidermec   | + 49 s          |
| 9e | Francesco Gavazzi | Italie  | Androni Giocattoli-Sidermec   | + 49 s          |
| 10e | Simone Velasco    | Italie  | Neri Sottoli-Selle Italia-KTM | + 49 s          |